# كل وحده
كل وحده (بالإنجليزية: All Alone) هي سلسلة أفلام صدرت بين عامي 2006 و2008 تُعالج قضية الاستمناء عند الإناث. حازت السلسلة على جائزة أفضل سلسلة أفلام إباحية.
السلسلة من إخراج مايك كوازار وقد صدر على أقراص الفيديو الرقمية فقط خاصة بعدما لم تقم أي قناة بعرضها نظرا لكثرة المشاهدة «المخلة بالحياء».

## المحتوى
سلسلة من أربعة أفلام صدرت في الفترة ما بين 2006 و2008، ففي بادئ الأمر صدر كل وحده عام 2006 ثم ما لبث أن لحق به الجزء الثاني والذي حمل عنوان كل وحده 2 وذلك بحلول عام 2007 قبل أن يتم نشر الجزئين الثالث والرابع بعنوان كل وحده 3 ثم كل وحده 4 على التوالي عام 2008، هذا وتجدر الإشارة إلى أن كل الأفلام تتجاوز مدتها الـثلاث ساعات.
تضم السلسلة عشرين مشهدا على اثنين من الأقراص، في كل مشهد تظهر امرأة واحدة تستنمي إما بيديها أو باستعمال لعبة جنسية أو لعب أطفال أو كليهما. أما الممثلات المشاركة في هذه السلسلة فهن بيني فلام، أودري بيتوني، ساشا جراي، أليكسس تكساس ثم بريانا لوف (اسم فني).

## الاستقبال
فاز فيلم كل وحده 4 بجائزة آي في إن عام 2010 كأفضل فيلم إباحي، كما رُشحت جينا هيز عام 2008 للفوز بنفس الجائزة عن فئة أفضل أداء منفرد لمشهد جنس معين في حين تم اختيار سيليست كأفضل نجمة في فيلم كل وحده 2 الذي رُشح لجائزة أفضل إخراج لفليم إباحي عام 2008.
تلقت السلسلة مراجعات إيجابية، حيث أوصى موقع XCritic بالفيلم معتبرا إياه «رائعا ويُظهر متعة للمشاهد». أما لجنة AVN المسؤولة عن حفل التتويج فقد اعتبرت السلسلة رائعة إلا أن طول مدته (ثلاث ساعات) جعلتها رتيبه إلى حد ما، أما نقاد باقي المواقع فقد اتفقوا على أن السلسلة كانت رائعا خاصة الجزء الثاني، ثم نصحوا كل الرجال المهتمين بموضوع استمناء الإناث بمشاهدته. أما كل وحده 3 «فكان هائلا حسب رأي النقاد بسبب المجهود الفردي للممثلاث.»

## مقارنات
علق دون هيوستن من موقع XCritic على الفيلم مؤكدا على أن مناقشة موضوع الاستمناء في فيلم إباحي هو أمر جيد؛ لكنه فضل فيلم أفعل كل شيء بنفسي للمخرج إليجنت آنجل كما أكد على أن سلسلة كل وحده قريب من فيلم وحدها ويستطيع منافسته على إحدوى جوائز الـ AVN. هذا وتجدر الإشارة إلى سلسلة أفعل كل شيء بنفسي هو الآخر قد فاز بجائزة الـ AVN لأفضل إصدار منفرد.

## روابط خارجية
- كل وحده على موقع IMDb (الإنجليزية)
- كل وحده على موقع قاعدة بيانات الفيلم (الإنجليزية)